# Miljkovac (Doboj)
Miljkovac (szerbül: Миљковац), település Bosznia-Hercegovinában, a Szerb Köztársaság északi régiójában Doboj községben. 

## Fekvése
A település Bosznia-Hercegovina északi részén, Dobojtól légvonalban 2, közúton 3 km-re délnyugatra, a Boszna-folyótól nyugatra fekvő dombvidéken, 160-230 méteres magasságban található.

## Népessége
| Nemzetiségi csoport | Népesség 1991 | Népesség 2013 |
| ------------------- | ------------- | ------------- |
| Szerb               | 18            | 74            |
| Bosnyák             | 1191          | 792           |
| Horvát              | 81            | 15            |
| Jugoszláv           | 62            | 1             |
| Egyéb               | 78            | 51            |
| Összesen            | 1430          | 933           |

## Története
A település 1878-ig tartozott az Oszmán Birodalomhoz, ekkor a berlini kongresszus határozata alapján az Osztrák-Magyar Monarchia része lett. 1879-ben az első osztrák-magyar népszámlálás során a Tešanji járáshoz és Doboj községhez tartozó településnek 30 háztartása és 100 muszlim lakosa volt. 1910-ben a Tešanji járáshoz tartozó településen 63 háztartást, 296 muszlim és 7 római katolikus lakost találtak. A monarchia szétesésével 1918-ban előbb a Szerb-Horvát-Szlovén Királyság, majd 1929-től a Jugoszláv Királyság része lett. 1921-ben a Doboji járáshoz tartozó községnek 328 lakosa volt, ebből 284 muszlim, 34 római katolikus és 10 görög katolikus volt. Az 1929-es törvény értelmében, amikor Bosznia-Hercegovinát négy banovinára, Drinskára, Vrbaskára, Zetskára és Primorskára osztották, a település a Vrbaska banovina része lett, amelynek székhelye Banja Luka volt.
A második világháborúban Jugoszlávia megszállása után a Független Horvát Állam (NDH) része lett. A második világháború után 1992-ig a település a szocialista Jugoszlávia keretében a Bosznia-Hercegovinai Népköztársaság része volt. A boszniai háború idején a muszlim lakosságot elüldözték. A boszniai háborút lezáró daytoni békeszerződés rendelkezése alapján az ország területét felosztották a Bosznia-hercegovinai Föderáció és a boszniai Szerb Köztársaság között.  A békeszerződés utáni területmegosztási megállapodás értelmében a Boszniai Szerb Köztársasághoz és Doboj községhez került. A lakosság visszateleülése a 2000-es évek elején kezdődött. 

## Nevezetességei
A falu mecsetét 1924-ben építették. A boszniai háború során lerombolták. A háború után visszatérők újat építettek, melyet 2007. július 14-én nyitottak meg.